# Bréau-Mars
Bréau-Mars – gmina we Francji, w regionie Oksytania, w departamencie Gard. W 2013 roku liczba ludności wynosiła 633 mieszkańców. 
Gmina została utworzona 1 stycznia 2019 roku z połączenia dwóch ówczesnych gmin: Bréau-et-Salagosse oraz Mars. Siedzibą gminy została miejscowość Bréau-et-Salagosse. 